# Таблетки, диспергируемые в полости рта

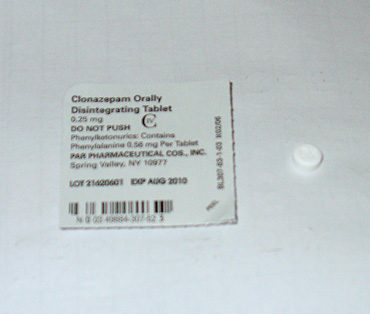
Клоназепам в форме диспергируемых таблеток (упаковка и таблетка)

Таблетки, диспергируемые в полости рта, (также редк. «орально диспергируемые таблетки») и «ородисперсные таблетки» (англ. ODT, orally disintegrating tablet, orodispersible tablet), — лекарственная форма таблеток, доступная для ограниченного числа безрецептурных и рецептурных лекарственных средств. Отличаются от традиционных таблеток тем, что растворяются в полости рта (не требуют проглатывания).
Таблетки, диспергируемые в полости рта — альтернативная форма приёма лекарств для пациентов, которые страдают от дисфагии (расстройства акта глотания), для пациентов, которые могут отказываться от приёма лекарств, а также для пациентов, которым приём лекарств в такой форме более удобен. Дисфагия встречается среди всех возрастных групп, касается 35 % населения США, 60 % престарелых, а также 18-22 % всех пациентов стационарных больниц.
Таблетки, диспергируемые в полости рта, можно принимать, не запивая водой.

## История
Предшественниками таблеток, диспергируемых в полости рта, были буккальные (защечные) таблетки. Такой формат был предназначен для лекарственных средств, которые отличались низкой биодоступностью при всасывании через пищеварительный тракт и при этом были неудобны при приёме парентерально (минуя пищеварительный тракт), такие как стероиды и анальгетики. Всасывание сквозь слизистую щёк позволяет лекарственному средству попадать в организм, минуя пищеварительный тракт, и ускоряет попадание лекарства в системный кровоток. Не все таблетки, диспергируемые в полости рта, всасываются через слизистую щёк, многие из них всасываются так же, как обычные таблетки, имеют сходную биодоступность и попадают в кровь через желудок. В то же время благодаря высокой скорости растворения и небольшому весу таблетки они могут быстрее усваиваться в защёчном пространстве.
Первые таблетки, диспергируемые в полости рта, путём вспенивания, а не растворения, были разработаны для того, чтобы детям было приятнее принимать витамины. Этот метод был адаптирован фармацевтической промышленностью и совмещён с технологией систем доставки лекарственных средств с применением микрочастиц, которые высвобождались при растворении и проглатывались пациентом. Растворение стало более эффективным методом, чем вспенивание, по мере улучшения производственных процессов и появления таких ингредиентов как маннит, которые улучшают связывание и уменьшают время растворения.
Процесс разработки таблеткок, диспергируемых в полости рта, возглавили компании R.P. Scherer Corporation (сейчас — Catalent Pharma Solutions) и Cima Labs в США, а также Takeda Pharmaceutical в Японии.
Первой таблеткой, диспергируемой в полости рта, которая была одобрена Управлением по санитарному надзору за качеством пищевых продуктов и медикаментов США, был Claritin с технологией Zydis (Зидис) в декабре 1996 года.
Затем в декабре 1997 года был одобрен Klonopin по технологии Zydis и Maxalt (ризатриптан) по технологии Zydis в июне 1998 года.
С регуляторной точки зрения таблетки, диспергируемые в полости рта, попадают в сферу действия Фармакопеи США (USP) и относятся к методу дезинтеграции 701. Согласно руководству Управления по санитарному надзору за качеством пищевых продуктов и медикаментов США, опубликованному в декабре 2008 года, таблетки, диспергируемые в полости рта, должны растворяться менее, чем за 30 секунд. Эти указания сейчас пересматриваются FDA, поскольку указанные рамки оказались слишком жёсткими для некоторых видов таблеток, диспергируемых в полости рта, которые доступны на рынке.

## Преимущества
Вед Паркаш (Ved Parkash) и другие подчёркивает следующие преимущества таблеток, диспергируемых в полости рта:
- их легко глотать, поэтому они удобны для таких пациентов, как престарелые, жертвы инсульта, прикованные к постели пациенты, пациенты с почечной недостаточностью, пациенты, которые отказываются глотать (таблетки) в педиатрии, гериатрии, психиатрии;
- повышенная биодоступность (быстрое всасывание) за счёт действия в полости рта;
- не требуют запивания водой и поэтому подходят парализованным, прикованным к постели пациентам, а также путешествующими или занятым людям, которые не всегда имеют доступ к воде;
- приятный вкус;
- повышенная безопасность за счёт низкого риска удушья во время приёма лекарств[17].

## Недостатки
Среди недостатков такой формы лекарств выделяют:
- высокую стоимость (за счёт более сложного производства);
- низкую прочность в форме блистера;
- ограниченную способность доносить высокие концентрации активного вещества[17].